# Вулиця Золота (Броди)
Ву́лиця Зо́лота — одна з центральних вулиць міста Броди, Львівської області. Починається від перехрестя з площею Ринок і вул. Франка та прямує у бік міського парку «Райківка», утворюючи перехрестя з вулицями — Академіка Щурата, Галини Столяр, Василя Стефаника та Петра Полтави.
Прилучається вулиця Вірменська.

## Назва
За свою історію вулиця декілька разів змінювала свою назву. Так у XVII—XIX столітті — Золота, наприкінці XIX — початку XX століть — Стефанії (є також згадки про Франц Йосифґассе), на честь Стефанії Бельгійської, дружини кронпринца Австрії Рудольфа, ім'ям якого було названо гімназію, що знаходилася тоді в кінці вулиці. На початку XX століття перейменована на вулицю Золоту, через те, що на цій вулиці мешкали найзаможніші люди міста — переважно юдеї. У 1920—1930-х роках — вулиця Уланів Креховецьких, на честь польського уланського полку, який 1917 року відзначився в битві з австро-угорськими військами біля с. Крихівці, під час німецької окупації — Адольф Гітлерштрассе, а від 1944 року іменувалася вулицею Леніна. 1991 року рішенням Бродівської міської Ради народних депутатів повернуто історичну назву — вулиця Золота.

## Забудова
В архітектурному ансамблі вулиці Золотої переважають модерн, пізня готика, конструктивізм, пізній класицизм, ампір, сецесія. Декілька двоповерхових кам'яниць на вулиці Золотій внесено до реєстру пам'яток архітектури місцевого значення.
№ 1. Колишній будинок юдейського кагалу
 Пам'ятка архітектуримісцевого значення № 1748-м
Наріжна кам'яниця споруджена на початку XIX століття та у первісній споруді містилося казино. Як стверджує Натан Ґельбер у своїй книзі «Історія євреїв Бродів 1584—1943», виданій у 1955 році в Єрусалимі, що там був саме будинок юдейського кагалу — будинок, у якому містилися різні установи юдейської громади Бродів. Початково це був один будинок, але у другій половині XIX століття, орієнтовно, у 1860-х—1880-х роках. місцеві євреї придбали ще декілька будинків на вулиці Золотій та перебудували їх в стилі пізнього класицизму, фактично об'єднавши декілька маленьких кам'яниць в одну велику, видовжену вздовж вулиці Золотої споруду. Фасад першого поверху рустований, другого членований пілястрами. Вікна прямокутні з обрамленням та підвіконним карнизом. Над обрамленням вікон першого поверху руст розчленований за принципом клинчастої перемички з виділенням замкового каменю. Балкони другого поверху підтримують консолі. У такому вигляді вона дійшла до наших днів.
Цікавим об'єктом кагального будинку була арка або наскрізний арковий прохід через перший поверх будинку. Відомо, що найдовшою вулицею центральної частини Бродів тоді була сучасна вулиця Вірменська, що починалася від сучасної вулиці Шевченка та прямувала через цей арковий прохід, що знаходився, там, де нині міститься центр обслуговування «Vodafone Україна» та закінчувалася біля Великої церкви, як тоді називали церкву Різдва Пресвятої Богородиці, тобто був продовженням вулиці Вірменської. У 1960-х роках, тодішня влада вирішила, що там не повинно бути аркового проходу і його було замуровано, а замість нього з'явилося нове приміщення, де пізніше відкрився магазин «Парфумерія, косметика» та містився там до кінця 1990-х років. Так було втрачено ще один цікавий архітектурний об'єкт в центральній частині міста.
Нині на першому поверсі будинку містяться магазини — мережі «35», побутової техніки «Сатурн», «Олімп», «Комп'ютерний всесвіт», тканин «Смерічка», центри обслуговування «Vodafone» та «Київстар», жіночого одягу «Любо—Н», постільної білизни «Шанс» та магазин мережі аптек «Здорова родина».
№ 2. Цю адресу має відділення № 2584 міжнародного поштово-логістичного оператора «Міст Експрес», відділення «Західне № 7» АТ КБ «Приватбанк».
№ 3. Перший поверх кам'яниці нині займає магазин одягу «Віона».
№ 4. Кам'яниця кінця XVII — XVIII століття
 Пам'ятка архітектуримісцевого значення № 1749-м
№ 6. На першому поверсі кам'яниці нині міститься магазин товарів для мобільних телефонів «Жжук».
№ 7. До 1939 року на цьому місці стояла типова для цієї вулиці двоповерхова кам'яниця. Під час бомбардування міста німецькою авіацією в неї влучила авіабомба та спричинила значні руйнування. По війні залишки будинку були розібрані, а вже у 1960—1970-х роках там з'явилася сучасна будівля, яку протягом усього часу існування займали різні магазини. До 2017 року містився магазин мережі супермаркетів «Колібріс». Наприкінці того ж року ТзОВ «Ріал Істейт» проведено реконструкцію нежитлового приміщення магазину під магазин продовольчих та непроводовольчих товарів, де 10 листопада 2017 року відкрився магазин мережі супермаркетів АТБ.
№ 8. Кам'яниця кінця XVII століття — початку XVIII століття
 Пам'ятка архітектуримісцевого значення № 1750-м
Двоповерхова кам'яниця споруджена наприкінці XVII століття — початку XVIII століття в стилі пізньої готики у поєднанні з пізнім класицизмом та ампіром. Прямокутний в плані будинок, фасад якого членований пілястрами та завершується нескладним профільованим карнизом. Віконні прорізи другого поверху декоровані обрамленням та підвіконниками. Декоративні елементи дзеркал під вікнами — стукко, над вікнами другого поверху півциркульні западаючі сандрики у вигляді пальмет. На першому поверсі в під'їзді збереглися хрестові склепіння XVII століття. Кам'яниця мала вхід збоку та по дві кімнати на першому й другому поверхах відповідно. За радянських часів тут містився хлібний магазин, нині — продуктова крамниця, а також в будинку містяться відділення кредитної спілки «Львівська» та приватна нотаріальна контора Кульчицької-Дашинич Вікторії Дмитрівни.
№ 9. Готель «Бристоль»
 Пам'ятка архітектуримісцевого значення № 1751-м
Триповерхова будівля колишнього готелю «Бристоль», споруджена у 1909 році на розі вулиць Золотої та Цукра (нині — вулиця Щурата) у стилі модерн. Будівля оздоблена алегоричними сюжетами та фігурами атлантів, що підтримують балкон другого поверху. Головний (наріжний) фронтон будівлі увінчувала монограма з латинських літер «M.Z.B.» (очевидно, ініціали власника) та маскарон з обличчям давньоримської богині ранкової зорі Аврори. Готель був розрахований на 16 місць (вартість одного номера була 4 злотих), на першому поверсі містилася однойменна ресторація. У 1926—1927 роках його власником був М. Фреуденхем, а у 1928—1930 роках — М. Брочинер.
Автор творів «Марш Радецького», «Фальшива вага», «Крипта капуцинів» та інших — відомий австрійський письменник, уродженець Бродів Йозеф Рот описує події, які в реальності відбувалися у готелі «Бристоль», де він свого часу винаймав номер.
Існує історія, що цей будинок мав бути знищений у 1939 році. Під натиском наступаючої німецької армади, польський уряд вимушений був евакуюватися спочатку до Східної Галичини. Так вони опинилися у Бродах та тимчасово оселилися у цьому готелі. Німці не змогли одразу захопити Броди, тому спочатку місто було атаковане ворожою авіацією, метою яких було знищення стратегічних об'єктів міста — вокзалу, лікарні, аеродрому та готелю. Під час цього авіанальоту одна з бомб, що були скинуті на центр Бродів, влучила у сусідню з готелем кам'яницю (вул. Золота, 7, нині на цьому місці знаходиться супермаркет «АТБ») та зруйнувала її. Після того члени польського уряду літаком вилетіли з Бродів до Коломиї, а звідти транзитом через Румунію та Францію дістався Англії. Але будівля готелю таки не уникнула свого нищення. Так 2004 року, під час проведення ремонтних робіт, які вирішила провести міська рада, з фасаду готелю була збита сецесійна ліпнина у вигляді орнаменту, який колись робився за допомогою козячої ратиці. У майбутньому, по старих архівних світлинах планується відновлення цієї ліпнини. До 2017 року там містилося відділення «Надра Банку». Нещодавно на першому поверсі будівлі колишнього готелю відкрився магазин-салон ювелірних виробів «Золотий Вік».
№ 11. Колишня книгарня Фелікса Веста
 Пам'ятка архітектуримісцевого значення № 1752-м
Двоповерхова кам'яниця середини XIX століття, балкони якої обвиті в'юнкою рослиною, — приміщення книгарні видавця Фелікса Веста. Фасад другого поверху будівлі прикрашають медальйони з барельєфами класиків польської літератури — Адама Міцкевича, Юліуша Словацького, Юзефа Коженьовського та Зигмунта Красінського, роботи Антона Попеля. У 1882 році Фелікс Вест перейняв від свого тестя Яна Розенгейма цю книгарню і був її власником до примусового виселення з Бродів у 1944 році. Наприкінці липня 1920 року тут містився ревком та штаб Першої кінної армії. Нині на першому поверсі будинку містяться магазини — «Зоотовари», «Чарівна Роксолана» та «Скарбничка-дрібничок», а другий поверх — приватні помешкання.
№ 12. Кам'яниця початку XVIII століття
 Пам'ятка архітектуримісцевого значення № 1753-м
Двоповерхова кам'яниця споруджена на початку XVIII століття. Пізніше, в другій половині XIX століття та на початку XX століття була перебудована в стилі віденської сецесії. Фасад першого поверху, де за весь час існування будинку містилися різні об'єкти торгівлі, повністю позбавлений декору. Фасад другого, житлового поверху (від міжповерхового карнизу) декорований пілястрами з капітелями у вигляді голови лева в обрамленні рослинного декору. Балкон другого поверху має металеву ковану огорожу балкону також сецесійного характеру.
№ 13. Типова двоповерхова кам'яниця. На першому поверсі кам'яниці нині міститься крамниця «Монарх». 2016 року проведено капітальний ремонт будинку. Нині на першому поверсі будинку міститься аптечна крамниця мережі «Подорожник».
№ 14. Кам'яниця другої половини XIX століття
 Пам'ятка архітектуримісцевого значення № 1754-м
Сецесійна двоповерхова кам'яниця (інша адреса — вул. Щурата, 6), що постала внаслідок перебудови у другій половині XIX століття та реконструкції у XX столітті будинку, спорудженого на цьому місці наприкінці XVII — початку XVIII століття. В рівні перекриття над другим поверхом протягнуто вузький пасок карнизу. Вінчаючий карниз профільований з бляхи. Між першим та другим поверхами також виступає профільований карниз. Вікна другого поверху мають обрамлення, а внизу вікон дзеркала з геометричними фігурами в середині. Збережена автентична огорожа балкону другого поверху, конструкції балконної плити втрачені.
№ 15. Триповерхова кам'яниця споруджена на розі нинішніх вул. Золотої та Стефаника. По війні у цьому будинку відкрито швейно-взуттєву фабрику. 1992 року швейно-взуттєва фабрика перейменована на Бродівську орендну швейну фабрику. Від 1994 року — ТзДВ «Галант», що займає другий та третій поверхи будинку. На першому поверсі містяться бродівське районне відділення банку «Райффайзен Банк Аваль», крамниця мережі «М'ясна точка» та аптека «На Золотій».
№ 26. Типова двоповерхова кам'яниця початку XX століття. За радянських часів перший поверх будинку займав магазин «Продукти», а нині — аптечна крамниця № 3 мережі «Аптека 3І».

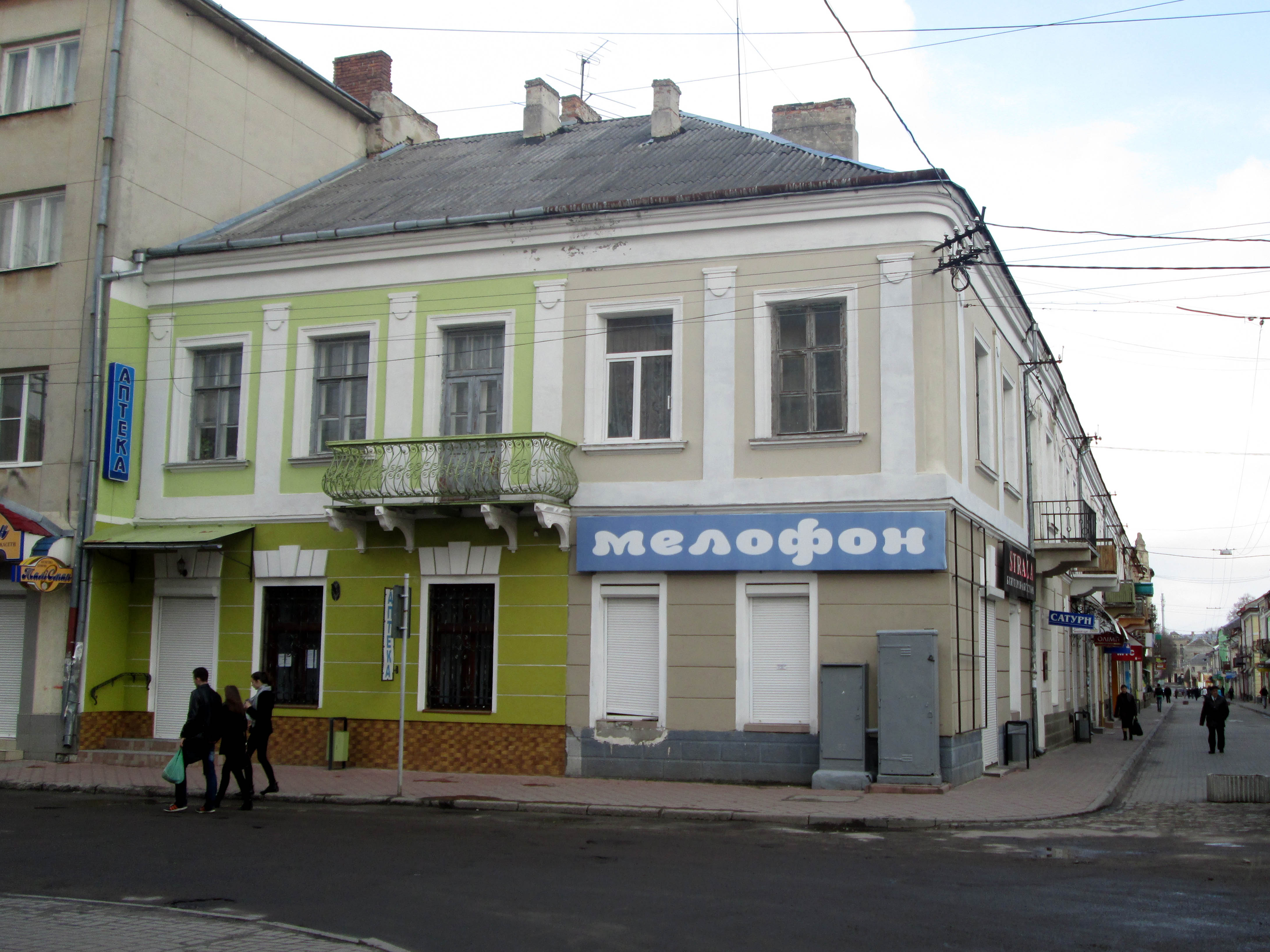
Будинок Кагалу (вул. Золота, 1)
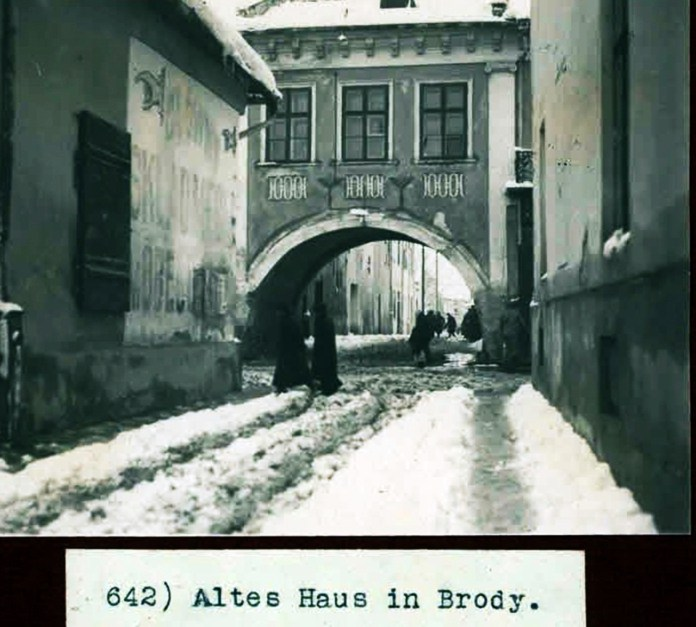
Арочний прохід під будинком кагалу (вул. Золота, 1, світлина початку XX століття)
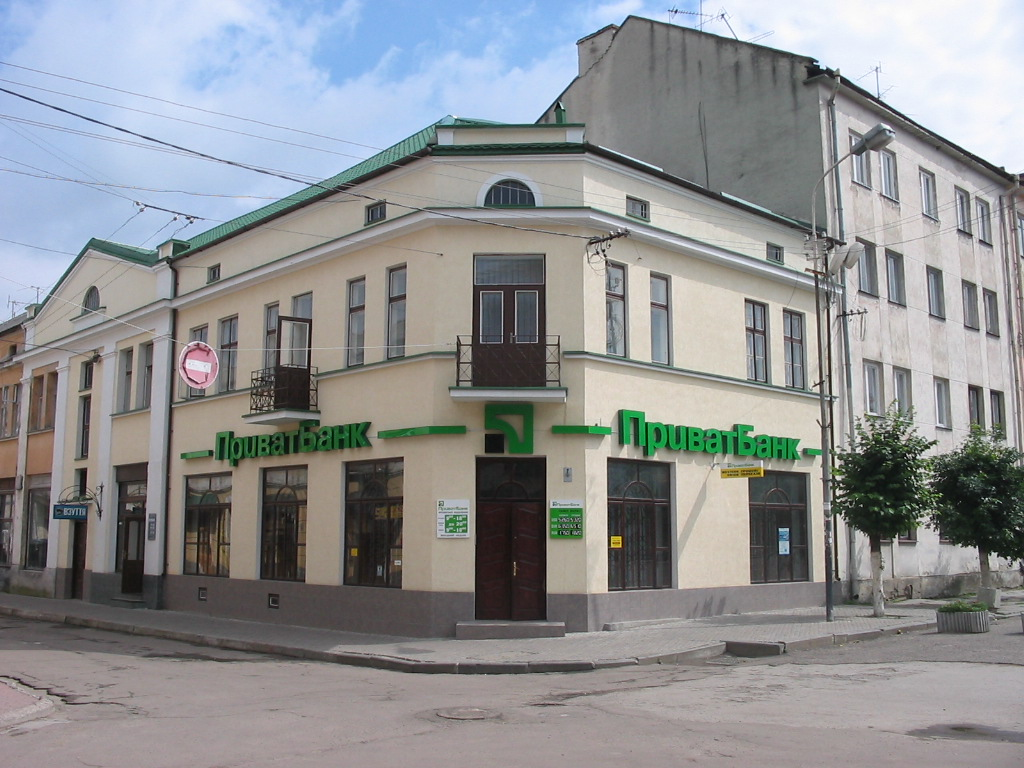
Кам'яниця (вул. Золота, 2)
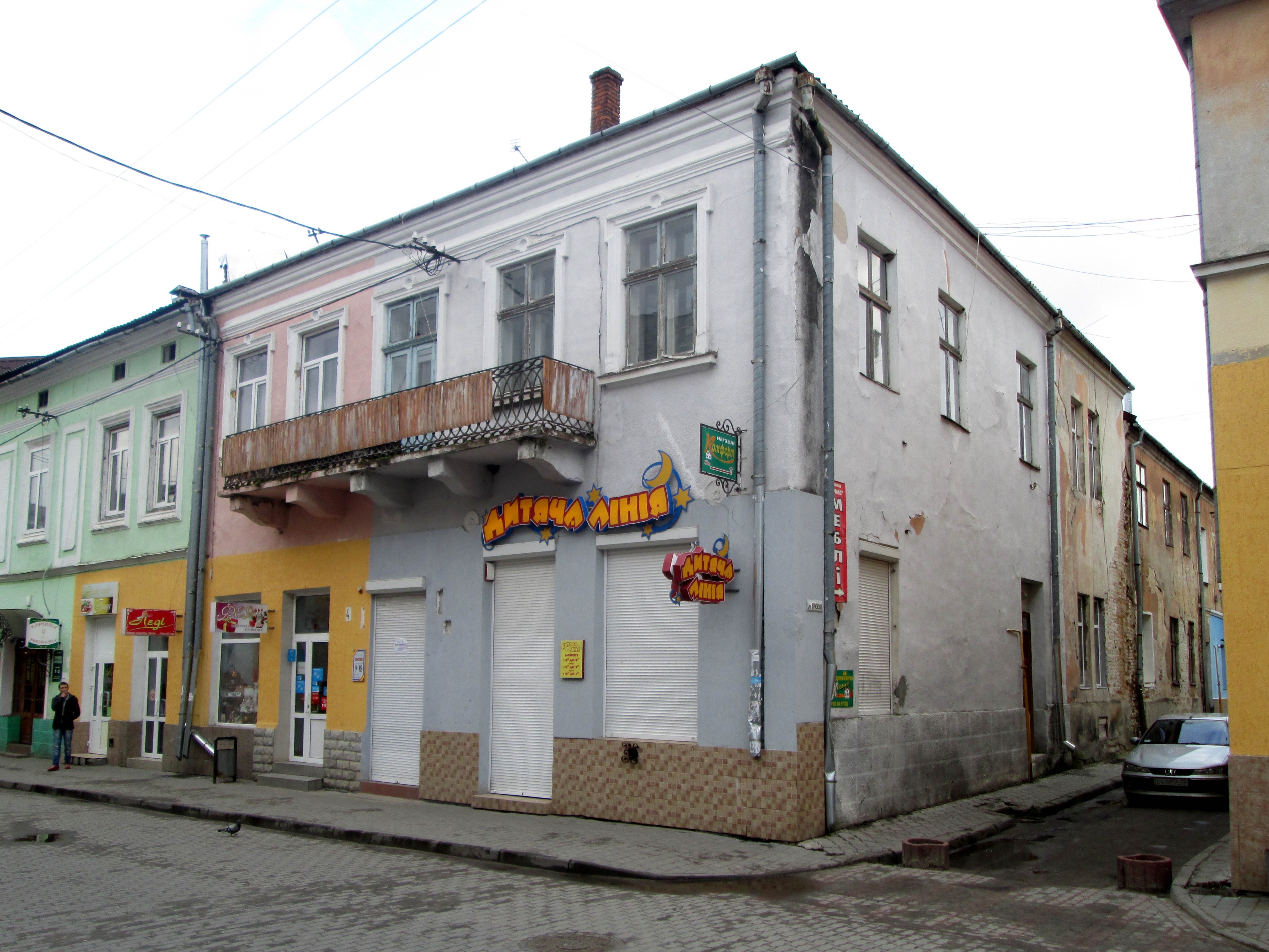
Кам'яниця (кінця XVII — XVIII ст., вул. Золота, 4)
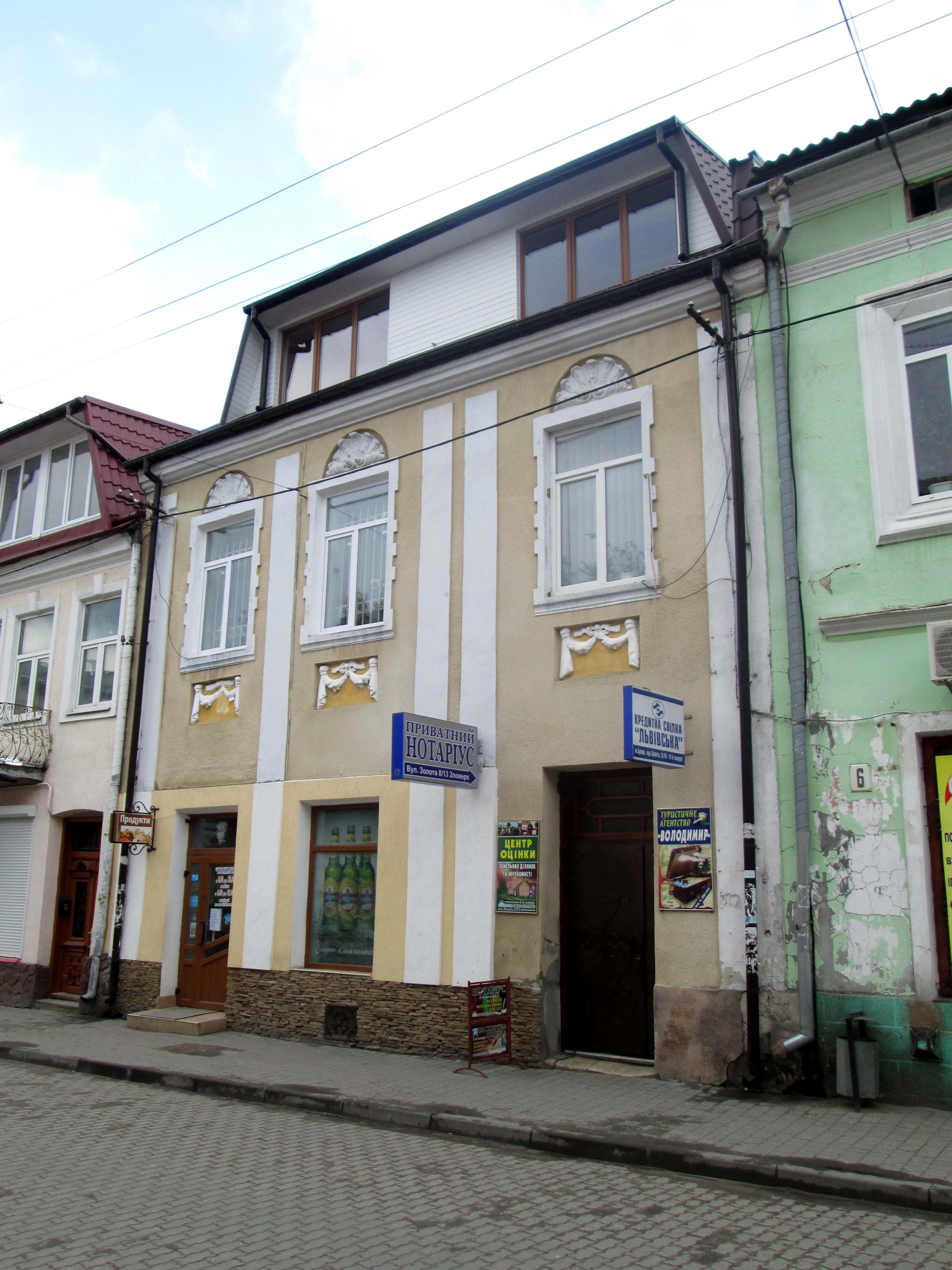
Кам'яниця (кінця XVII — XVIII ст., вул. Золота, 8)
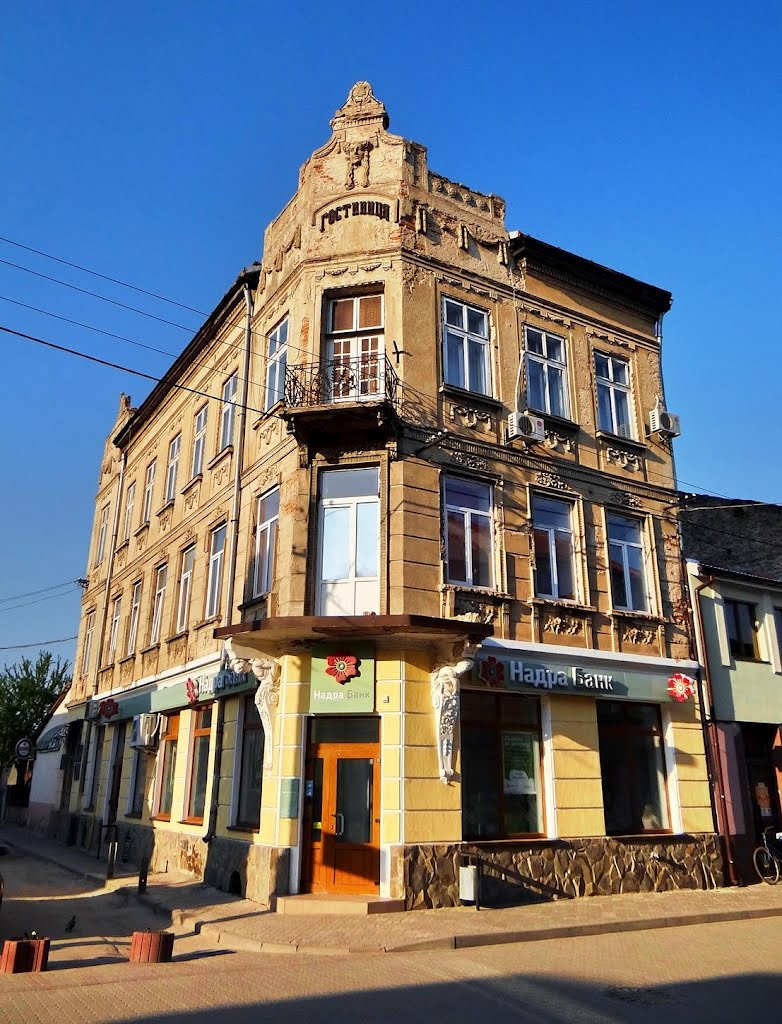
Будівля колишнього готелю «Бристоль» (вул. Золота, 9)
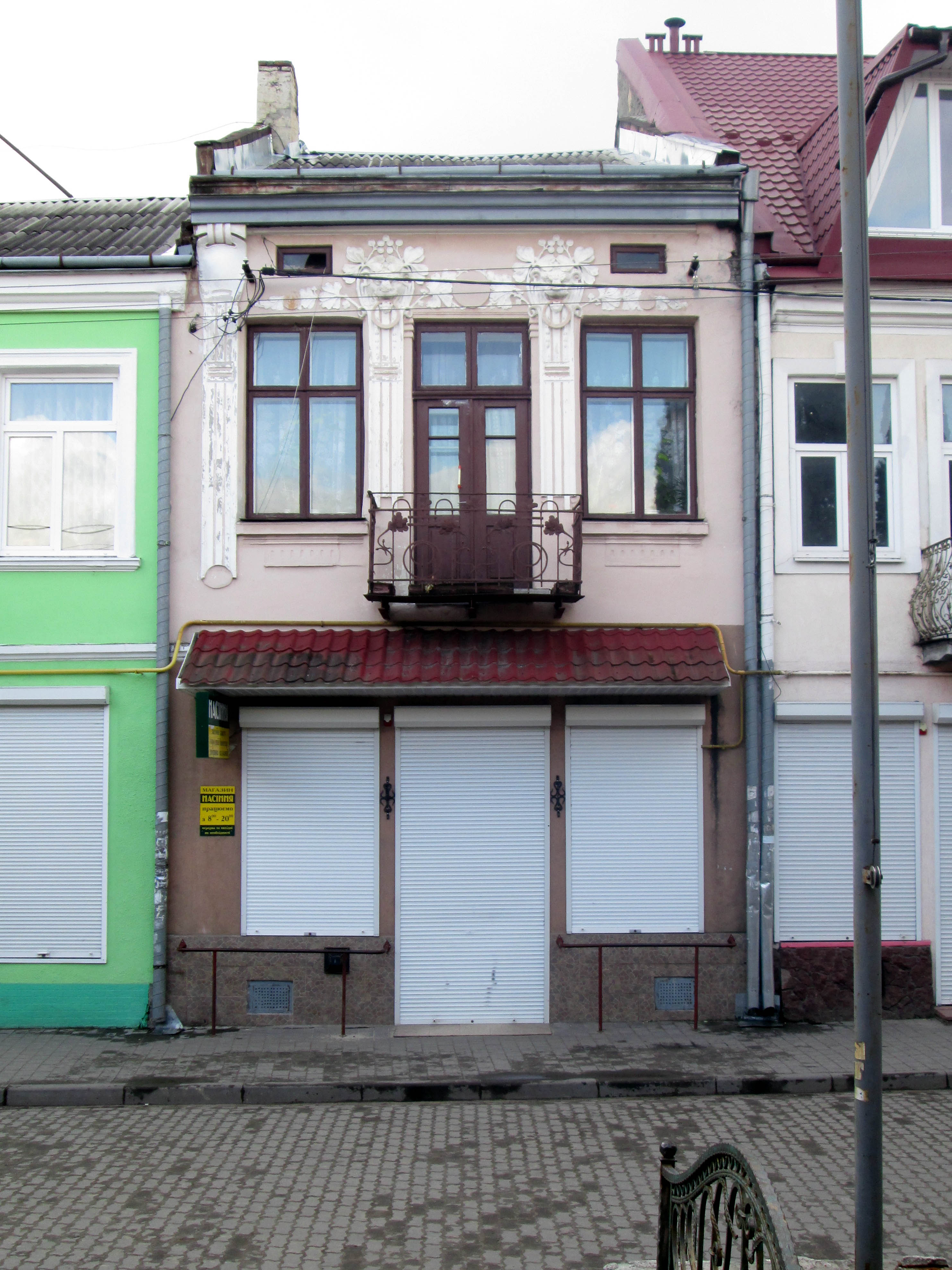
Кам'яниця (вул. Золота, 10)
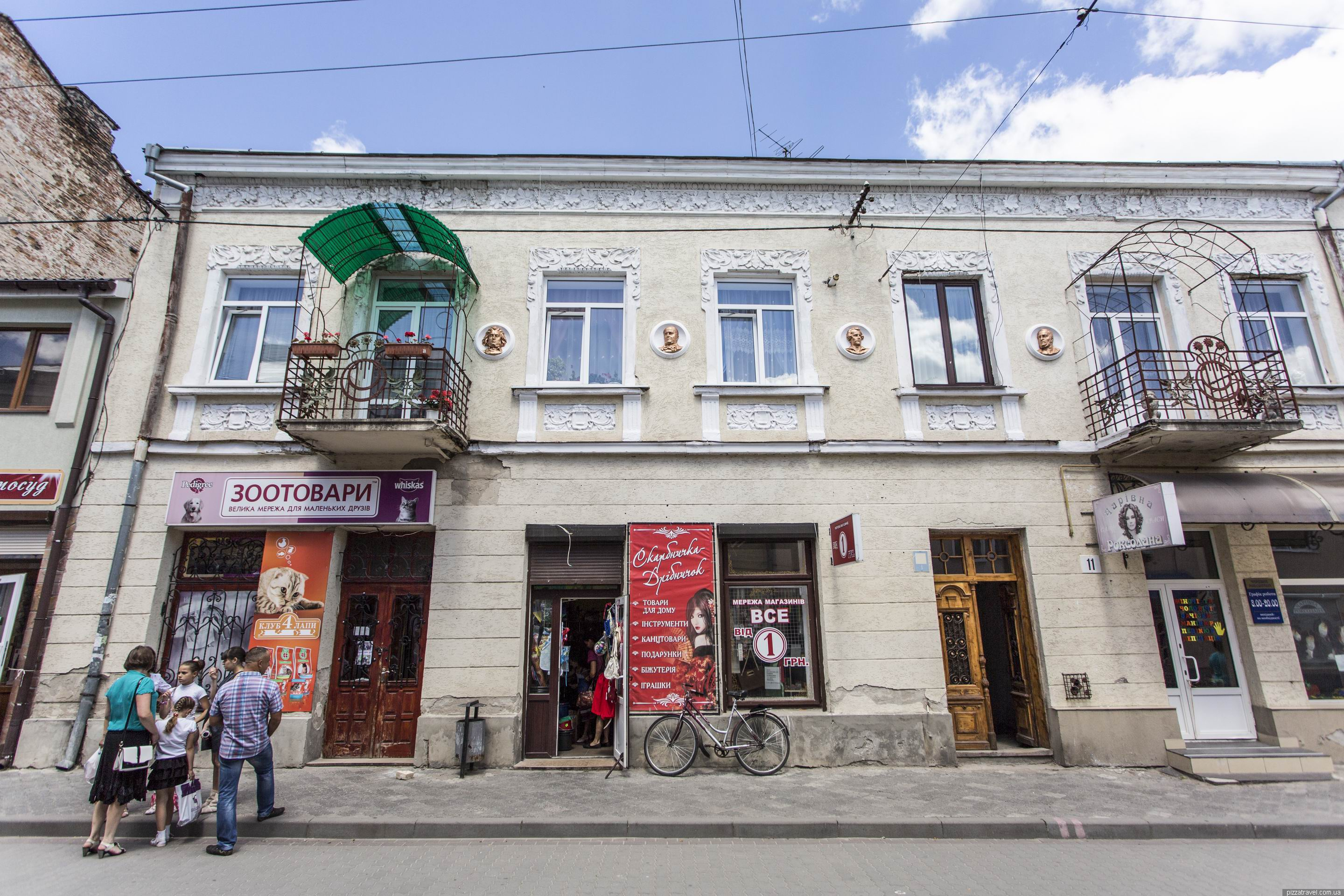
Колишня книгарня Фелікса Веста (вул. Золота, 11)

## Пам'ятники, меморіальні таблиці
На розі сучасних вулиць Золотої та Петра Полтави в невеличкому сквері перед нинішньою будівлею Бродівського об'єднаного управління Пенсійного фонду України 13 серпня 1980 року встановили пам'ятник Семенові Будьонному (автори скульптор — П. Мазур, архітектор — В. Литвин). Постамент виготовлений з бетону у формі стели з табличкою: «Будьонний Семен Михайлович». Погруддя виконане з кованої міді. Пам'ятник простояв до початку 1990-х років і за часів незалежної України демонтований. У жовтні 2002 року, після реконструкції майдану перед будівлею пенсійного фонду, на місці демонтованого пам'ятника Будьонному відкрили пам'ятник Петрові Федуну-Полтаві (автори — скульптор Богдан Романець, архітектор Ярослав Руцький).

Пам'ятник Петрові Федуну-Полтаві у Бродах

## Відомі мешканці
- Вест Фелікс — польський громадський та культурний діяч, книговидавець, власник книгарні на вулиці Золотій, 11;
- Рот Йозеф — відомий австрійський письменник. Певний час мешкав в готелі «Бристоль».